# Christopher Tutalchá
Christopher Tutalchá (n. Santa Rosa, Ecuador; 20 de marzo de 1995) es un futbolista ecuatoriano. Juega de defensa lateral y su equipo actual es Centro Deportivo Olmedo de la Serie de Ascenso en la provincia de Chimborazo Ecuador.

## Trayectoria

### Técnico Universitario
Empezó su carrera futbolística en el equipo ambateño en el año 2014, se formó e hizo las formativas en su ciudad natal y en Ambato, la sub-14, la sub-16, la sub-18 y sub-20 en 2013. Fue promovido al equipo principal de Técnico Universitario en 2014 cuando disputaba la Serie B.
Bajo el mando de Geovanny Mera y posteriormente con Jorge Vareles y Patricio Hurtado tuvo su debut en el primer equipo en la Serie B del fútbol ecuatoriano durante la temporada 2016 de la categoría, llegando a disputar varios partidos. Marcó su primer gol en torneos nacionales el 2 de julio de 2016 en la fecha 19 del torneo, convirtió el primer gol con el que Técnico venció a Macará como local por 3-0 en el clásico ambateño.

### Mushuc Runa
Fue cedido a préstamo al Mushuc Runa para 2017 y 2018, donde poco a poco fue ganando un lugar en el equipo titular, con el equipo del ponchito logró el ascenso y título de campeón en la temporada 2018, al finalizar la cesión volvió a Técnico y fue ratificado para jugar en la Serie A para el 2019.

### Regreso a Técnico
Tuvo su debut en el primer equipo en la máxima categoría del fútbol ecuatoriano el 18 de febrero de 2019, en el partido de la fecha 2 de la LigaPro Banco Pichincha ante el Independiente del Valle, fue titular aquel partido que terminó en victoria sangolquileña por 1-0.
Como parte de la temporada 2019 jugó varios partidos de la Copa Ecuador, continuó con el rodillo rojo en 2020. A nivel de selecciones nacionales debutó con la sub-20 el 22 de mayo de 2014 en un partido amistoso ante Perú jugado en el estadio 9 de Mayo de Machala, con el resultado final de 2-2.

## Estadísticas

### Clubes
Actualizado al último partido disputado el 29 de octubre de 2024.
| Club                            | Div.          | Temporada     | Liga  | Liga  | Copas nacionales | Copas nacionales | Copas internacionales | Copas internacionales | Total | Total |
| Club                            | Div.          | Temporada     | Part. | Goles | Part.            | Goles            | Part.                 | Goles                 | Part. | Goles |
| ------------------------------- | ------------- | ------------- | ----- | ----- | ---------------- | ---------------- | --------------------- | --------------------- | ----- | ----- |
| Técnico Universitario · Ecuador | 2.ª           | 2013          | 29    | 0     | Inexistentes     | Inexistentes     | Inexistentes          | Inexistentes          | 29    | 0     |
| Técnico Universitario · Ecuador | 2.ª           | 2014          | 41    | 0     | Inexistentes     | Inexistentes     | Inexistentes          | Inexistentes          | 41    | 0     |
| Técnico Universitario · Ecuador | 2.ª           | 2015          | 34    | 0     | Inexistentes     | Inexistentes     | Inexistentes          | Inexistentes          | 34    | 0     |
| Técnico Universitario · Ecuador | 2.ª           | 2016          | 37    | 1     | Inexistentes     | Inexistentes     | Inexistentes          | Inexistentes          | 37    | 1     |
| Mushuc Runa · Ecuador           | 2.ª           | 2017          | 23    | 0     | Inexistentes     | Inexistentes     | Inexistentes          | Inexistentes          | 23    | 0     |
| Mushuc Runa · Ecuador           | 2.ª           | 2018          | 7     | 0     | Inexistentes     | Inexistentes     | Inexistentes          | Inexistentes          | 7     | 0     |
| Mushuc Runa · Ecuador           | Total club    | Total club    | 30    | 0     | 0                | 0                | 0                     | 0                     | 30    | 0     |
| Técnico Universitario · Ecuador | 1.ª           | 2019          | 18    | 0     | 4                | 0                | Inexistentes          | Inexistentes          | 22    | 0     |
| Técnico Universitario · Ecuador | 1.ª           | 2020          | 30    | 0     | —                | —                | Inexistentes          | Inexistentes          | 30    | 0     |
| Técnico Universitario · Ecuador | 1.ª           | 2021          | 27    | 0     | —                | —                | Inexistentes          | Inexistentes          | 27    | 0     |
| Técnico Universitario · Ecuador | 1.ª           | 2022          | 15    | 0     | 1                | 0                | Inexistentes          | Inexistentes          | 16    | 0     |
| Técnico Universitario · Ecuador | Total club    | Total club    | 231   | 1     | 5                | 0                | 0                     | 0                     | 236   | 1     |
| Chacaritas · Ecuador            | 2.ª           | 2023          | 28    | 0     | —                | —                | —                     | —                     | 28    | 0     |
| Chacaritas · Ecuador            | 2.ª           | 2024          | 15    | 0     | —                | —                | —                     | —                     | 15    | 0     |
| Chacaritas · Ecuador            | Total club    | Total club    | 43    | 0     | 0                | 0                | 0                     | 0                     | 43    | 0     |
| Total carrera                   | Total carrera | Total carrera | 304   | 1     | 5                | 0                | 0                     | 0                     | 309   | 1     |
| 1.                              |               |               |       |       |                  |                  |                       |                       |       |       |

## Palmarés

### Campeonatos nacionales
| Título             | Club        | País    | Año  |
| ------------------ | ----------- | ------- | ---- |
| Serie B de Ecuador | Mushuc Runa | Ecuador | 2018 |